# 2012年ロンドンオリンピックのチュニジア選手団
2012年ロンドンオリンピックのチュニジア選手団（2012ねんロンドンオリンピックのチュニジアせんしゅだん）は、2012年7月27日から8月12日にかけてイギリスの首都ロンドンで開催された2012年ロンドンオリンピックのチュニジア選手団、およびその競技結果。

## 概要
今大会は金メダル2個、銅メダル1個の合計3個のメダルを獲得した。

## メダル
| メダル | 選手名           | 競技 | 種目                       |
| ------ | ---------------- | ---- | -------------------------- |
| 金     | ハビバ・グリビ   | 陸上 | 女子3000m障害              |
| 金     | ウサマ・メルーリ | 競泳 | 男子10kmマラソンスイミング |
| 銅     | ウサマ・メルーリ | 競泳 | 男子1500m自由形            |